# Angelina Love
Lauren Ann Richards (* 13. September 1981 in Toronto, Ontario als Lauren Ann Williams) ist eine kanadische Wrestlerin.
Bekannt wurde sie vor allem als Angelina Love bei Total Nonstop Action Wrestling. Dort hält sie mit sechs Titelregentschaften der TNA Women’s Knockout Championship den Rekord für diesen Titel.

## Wrestling-Karriere

### Anfänge
Williams begann ihre Wrestlingkarriere 2000 in Kanada in verschiedenen unabhängigen Promotions als Valet für verschiedene Wrestler, wie beispielsweise Chris Sabin und Eric Young. Bald darauf begann sie unter dem Trainer Rob Fuego ihr Wrestlingtraining.

### Total Nonstop Action Wrestling (2004)
Im Jahr 2004 absolvierte sie ihren Erstauftritt bei Total Nonstop Action Wrestling.

### World Wrestling Entertainment (2004–2007)
Im Juni 2004 bestritt Williams eine Auswahl für World Wrestling Entertainment. Im November des gleichen Jahres trainierte sie Ohio Valley Wrestling, und WWE bot ihr einen Entwicklungsvertrag an. Anschließend kam sie zu Deep South Wrestling, bei der sie bis April 2007 verblieb.
Sie hatte dort einige Fehden, zum Beispiel mit Michelle McCool. Sie wurde in der Liga bei einer Storyline mit der Generaldirektorin von DSW, Krissy Vaine, schließlich stellvertretende Generaldirektorin.
Als sich die WWE im April 2007 von Deep South Wrestling trennte, wurde Williams erneut zu Ohio Valley Wrestling versetzt. Sie bestritt am 16. Mai 2007 ein Dark Match gegen Serena, einen Tag später wurde ihr Vertrag aufgelöst.

### Independent-Ligen (seit 2007)
Nachdem ihr Nachwuchsvertrag mit der WWE aufgelöst worden war, trat sie in Mexikos Asistencia Asesoría y Administración unter dem Ringnamen Canadian Angel ab dem 10. Juni 2007 auf. Sie bestritt außerdem Matches in der kanadischen Extreme Canadian Championship Wrestling sowie bei Full Throttle Wrestling in Alabama.

### Rückkehr zur TNA Wrestling (2007–2017)
Im September 2007 wurde sie erneut von TNA kontaktiert, um beim jährlichen Pay-per-View-Ereignis Bound for Glory in einem 10-Knockouts-Gauntlet-Match anzutreten, bei welchem die erste TNA Women's Champion gekürt wurde.

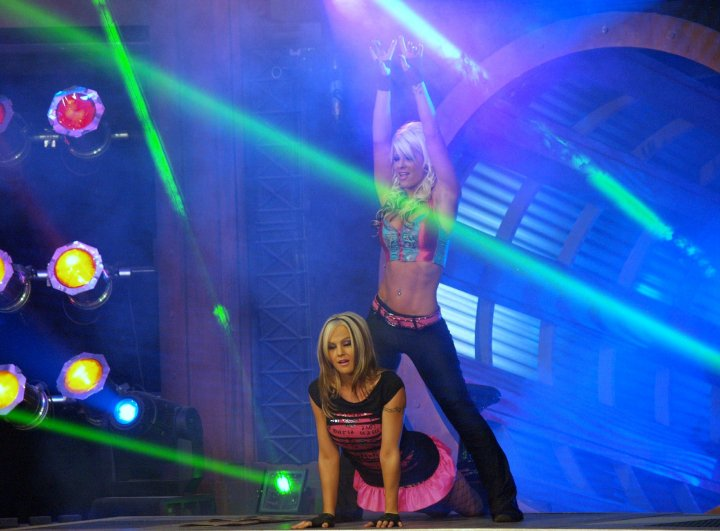
Angelina Love und Velvet Sky als The Beautiful People.

Bald darauf gründete sie mit Velvet Sky die Wrestling-Gruppe TVelvet-Love Entertainment, später geändert in The Beautiful People. Zusammen wurden die beiden Wrestlerinnen zu einem regulären Bestandteil von TNA. Am 19. April 2009 bei Lockdown wurde Williams TNA Women's Knockout Champion, als sie Taylor Wilde und Awesome Kong in einem 3-Way-Match besiegte. Ihre zweite Titelregentschaft begann bei Victory Road wo sie gegen Tara gewinnen durfte.
Als Kanadierin benötigte Williams ein Arbeits-Visum für die Vereinigten Staaten. Nach dessen Gültigkeitsverfall versäumte sie die Verlängerungsfrist. So wurde Williams am 3. September 2009 von TNA Wrestling entlassen, da sie nicht mehr in den Vereinigten Staaten arbeiten durfte.
Seit Januar 2010 ist sie wieder bei TNA unter Vertrag, nachdem ihr Arbeitsvisum verlängert wurde.
Bei Victory Road am 11. Juli 2010 wurde Williams in einem Match gegen Madison Rayne durch eine spezielle Regelung erneut Titelträgerin, allerdings musste sie zwei Tage später den Titel wieder an Rayne abgeben. Von selbigen gewann sie den Titel ein fünftes Mal bei The Whole F'n Show am 9. August 2010. Den Titel verlor sie bei Bound for Glory am 10. Oktober 2010 an Tara.
Am 9. Dezember 2010 durfte Williams zusammen mit Winter den vakanten Knockout Tag Team Titel gewinnen, verlor diesen aber am 13. März 2011 an Mexican America (Sarita und Rosita). Am 1. Juli 2012 gab sie via Twitter bekannt, dass ihre Bitte nach Auflösung des noch laufenden Vertrages von TNA gewährt wurde.

## Wrestling-Erfolge
Total Nonstop Action Wrestling
- TNA Knockouts Championship (6×)
- TNA Knockouts Tag Team Championship (1× mit Winter)

Pro Wrestling Pride
- PWP Women's Championship (1×)